# Großzschocher

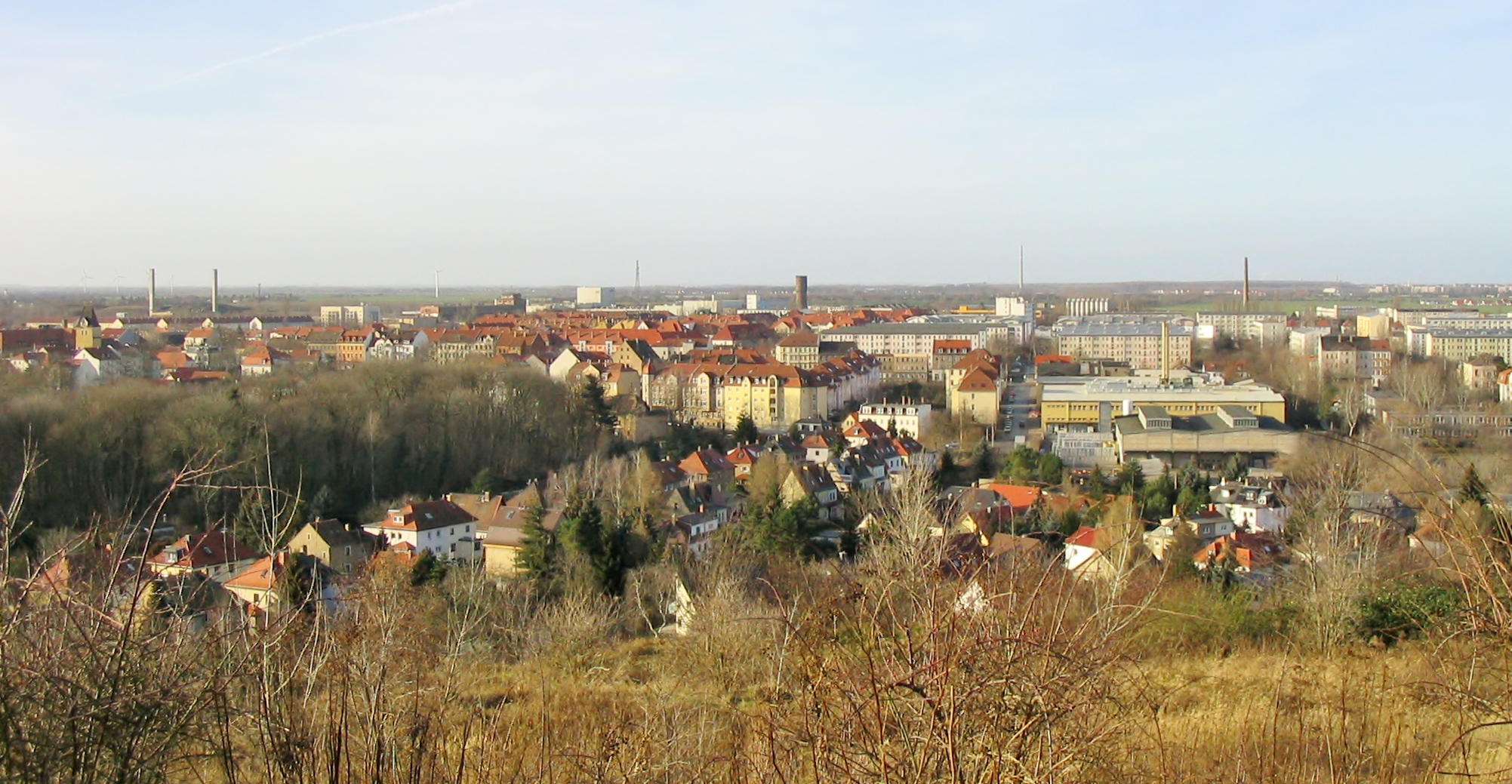
Blick auf Großzschocher nach Westen (2005)

Großzschocher auf einer – nicht genordeten – Karte von 1828

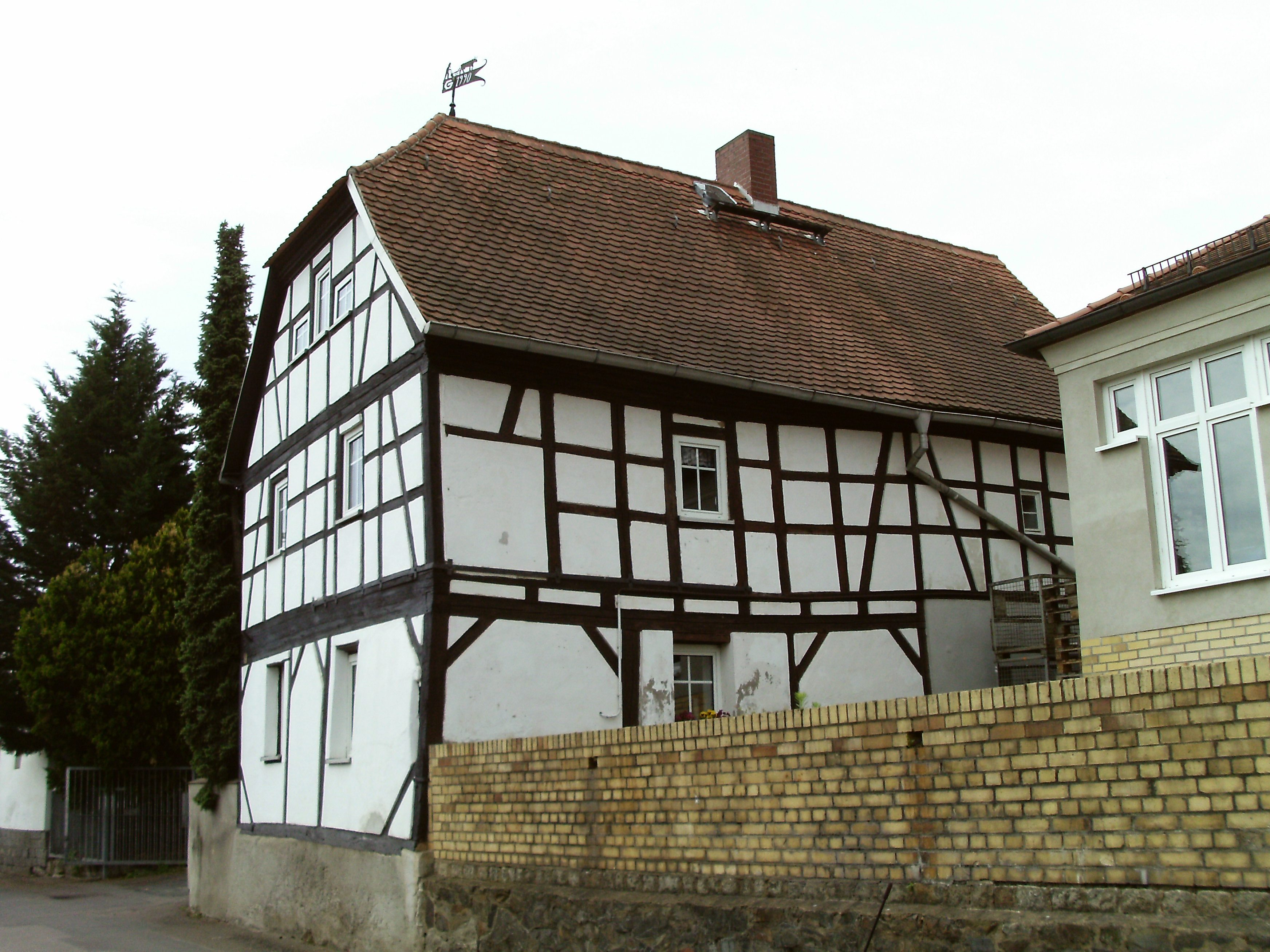
Heute noch erkennbar: Der alte Dorfkern in der Buttergasse

Großzschocher ist ein Stadtteil und zugleich Ortsteil im Stadtbezirk Südwest von Leipzig. Der Ortsteil umfasst auch die Stadtteile Lauer, Mark Flickert, Windorf und Teile von Knauthain.

## Lage
Großzschocher liegt etwa sechs Kilometer südwestlich der Leipziger Innenstadt. Es gehört zu den früheren Elsterdörfern, die sich wie eine Perlenkette in Nord-Süd-Richtung am Rand der Elsteraue aufreihen. Auf dem Grauwackekamm am Rande der Aue verläuft in Hochwasser freier Lage eine Straße, die die längst zu Leipziger Stadtteilen herangewachsenen Dörfer miteinander verbindet. Im nördlich gelegenen Plagwitz trägt sie den Namen Zschochersche Straße, weiter südlich dann Dieskaustraße. Die Namen der früheren Elsterdörfer, die heute alle zu Leipzig gehören, von Nord nach Süd:
- Plagwitz
- Schleußig
- Kleinzschocher
- Großzschocher
- Windorf
- Knautkleeberg
- Knauthain
- Hartmannsdorf
- Knautnaundorf

Großzschocher ist flächenmäßig ein vergleichsweise großer Stadtteil Leipzigs. Ursprünglich war nur der Elsterhang bis zur oben genannten Straße bebaut. Später dehnte sich die Bebauung bis zur parallel verlaufenden Bahnstrecke Leipzig–Probstzella aus. Die Flächen westlich davon sind bis heute von ausgedehnten Feldern bedeckt. Großzschocher ist vom Übergang zwischen städtischen und ländlichen Strukturen geprägt.

## Geschichte
Der Ortsname ist altsorbischen Ursprungs und leitet sich wahrscheinlich von dem slawischen Kurznamen Čachor(a) oder Čacher ab. Danach wäre Zschocher als Ort des Čachor(a) oder Čacher zu deuten. Eine andere Vermutung bringt den Namen in Verbindung mit dem altslawischen Wort für „Zypergras“. Den Namen teilt es sich mit dem etwas weiter nördlich gelegenen Kleinzschocher.
Großzschocher war bereits im 7./8. Jahrhundert eine slawische Siedlung. 1165 kam es zu einer Zusiedlung deutscher Bauern. Großzschocher wurde dadurch zum Gassendorf mit seinem historischen Kern entlang der heutigen Buttergasse (bis 1921: Mittelstraße) zwischen Anton-Zickmantel-Straße und Mühle. Der Name Zsochere wird erstmals 1217 urkundlich erwähnt, als Markgraf Dietrich von Meißen dem Thomaskloster zu Leipzig das Patronatsrecht über Großzschocher verleiht.
Um 1450 hatte Großzschocher eine große Bedeutung im Leipziger Umkreis inne und leistete sich deshalb einige Ausgaben. Der Ort gehörte bis 1856 zum kursächsischen bzw. königlich-sächsischen Kreisamt Leipzig. Im Jahre 1571 wurde ein Großteil des Dorfes nach einem Blitzeinschlag zerstört.
In Großzschocher wurden 1582 Hexenverfolgungen durchgeführt: Vier Personen gerieten in Hexenprozesse und wurden hingerichtet.
Geplündert wurde das Dorf 1637 erst durch die Schweden und dann durch die Kaiserlichen Truppen (Dreißigjähriger Krieg), 1706 durch die Schweden (Nordischer Krieg) und 1763 im Siebenjährigen Krieg. In der Völkerschlacht bei Leipzig (1813) war Großzschocher Quartier französischer Truppen und Schauplatz heftiger Kämpfe.

### Früheres Schloss

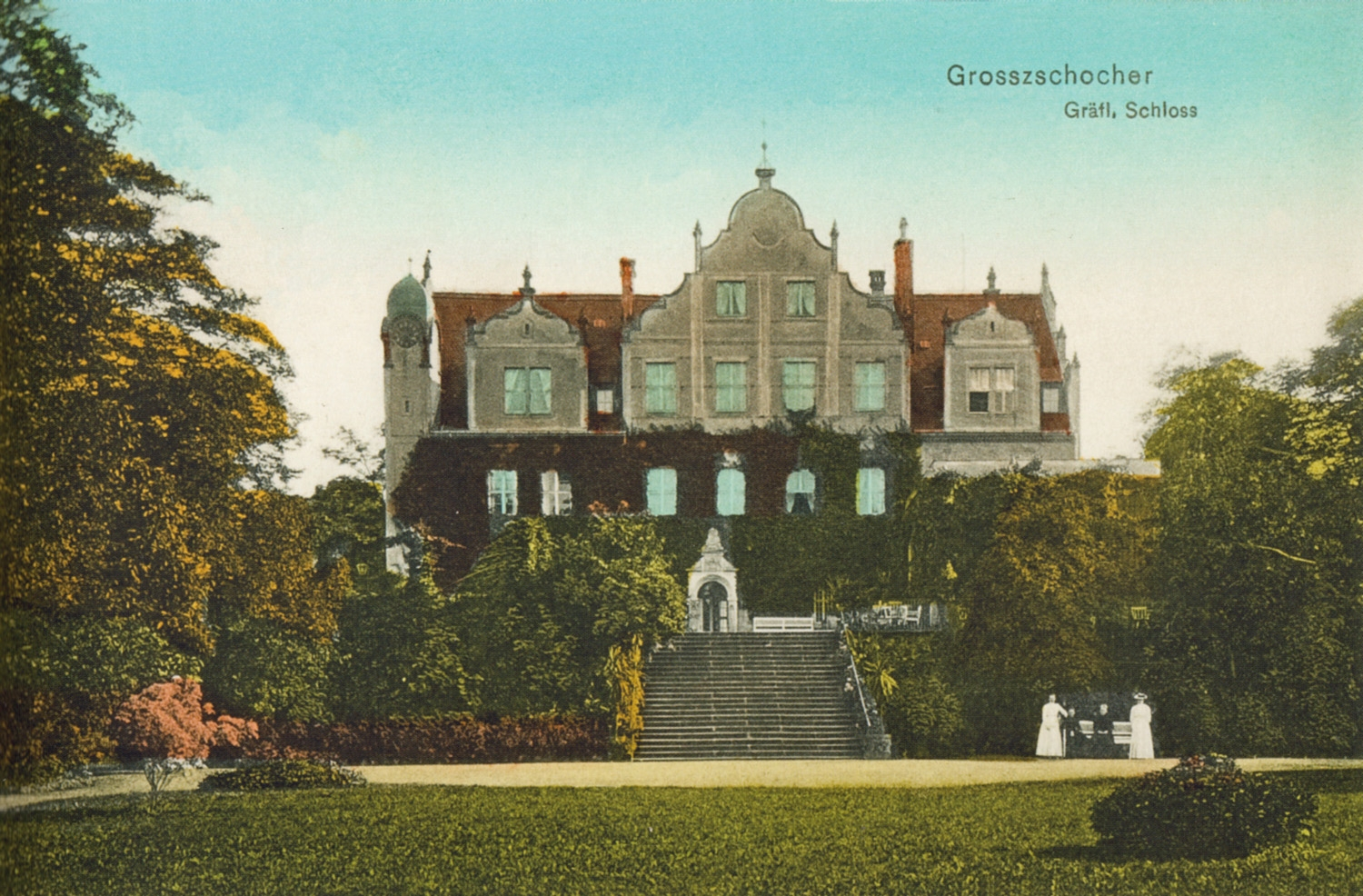
Schloss Großzschocher (um 1910)

Eine Burg, erbaut durch die Ritter von Krolewitz, wurde 1292 erwähnt. 1349 nahmen sie die Ritter von Pflugk in ihren Besitz und bauten sie zum Schloss um. Dieses ging 1590 an die Herren von Dieskau, die es zum rechteckigen dreigeschossigen Bau mit Satteldächern, Zwerchhäusern und hohen Giebeln umgestalteten. Als es die Familie von Ponickau erwarb, erfolgte eine Barockisierung. Weitere Besitzer waren die Familie Blümner, Frau von Gruner und Frau von Falkenstein. Das Schloss wurde bei dem schweren Luftangriff auf Leipzig am 20. Februar 1944 durch Bomben getroffen und brannte aus. Die Reste wurden in den 1960er Jahren abgetragen. Vom Rittergut sind nur noch die Stallungen erhalten, die von einem Reitverein genutzt werden. Vom Schloss deutet ein inzwischen zugewachsener Trümmerberg den Standort an.
Die letzten Besitzer von Schloss und Rittergut vor der Enteignung 1945 waren die Grafen von Wedel. Eine Tochter aus der Familie war Elisabeth Gräfin Werthern-Beichlingen, geb. von Wedel (1916–2009). Sie verlor ihren Mann im Frankreich-Feldzug 1940, flüchtete 1945 aus Großneuhausen vor der Roten Armee mit ihrer kleinen Tochter Luisa per Treck nach Westfalen und war von 1951 bis 1985 die Geschäftsführerin der Deutschen Parlamentarischen Gesellschaft in Bonn. Sie war Trägerin des Bundesverdienstkreuzes 1. Klasse.

### Selbstständige Gemeinde
Nach der Ablösung der Grundherrschaft in Sachsen war Großzschocher von 1839 bis 1922, der Eingemeindung nach Leipzig, eine selbständige Gemeinde. Die untere Gerichtsbarkeit blieb noch bis zum 1. Oktober 1856 bei der Rittergutsherrschaft.
| Einwohner | 855 | 1571 | 2681 |

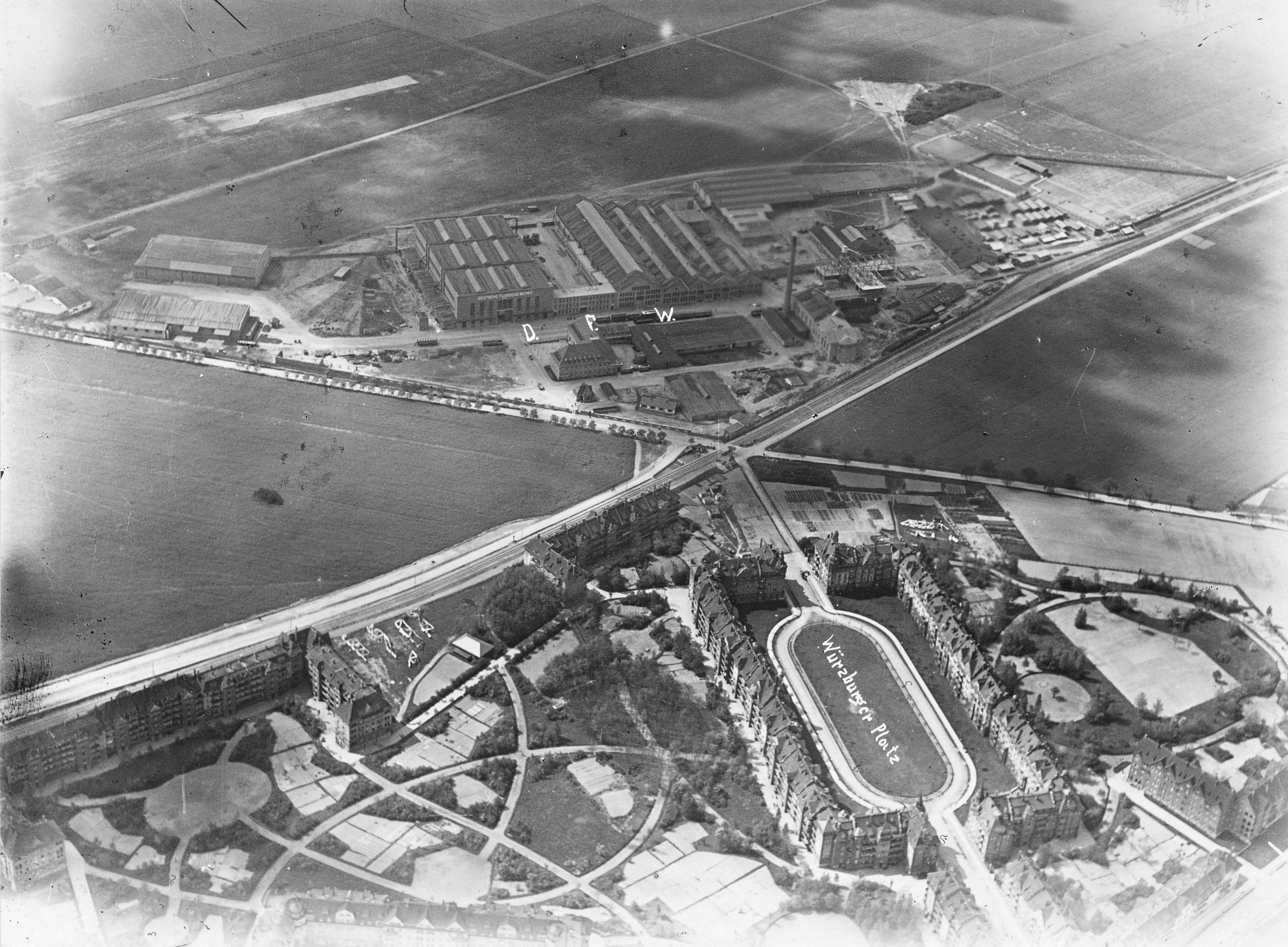
Werk II der Deutschen Flugzeug-Werke Großzschocher

1897 wurde das unmittelbar angrenzende Windorf mit 800 Einwohnern eingemeindet. Die neue Gemeinde trug den Namen Großzschocher-Windorf.
| Einwohner | 4397 | 6083 |

Zwischen 1870 und 1900 wuchs die Gemeinde durch Neubauten an der Dieskaustraße. Die Industrialisierung setzte 1885 ein, am Ende des 19. Jahrhunderts kam es zu einer Welle industrieller Neugründungen. Es entstand ein Industriegebiet westlich der Ortslage, entlang der Eisenbahn. Im Ersten Weltkrieg siedelten sich die Deutschen Flugzeugwerke an und betrieben am Weidenweg sogar einen Werkflugplatz. Nach dem Ersten Weltkrieg und dem Verbot einer deutschen Luftwaffe nach den Bestimmungen des Friedensvertrags von Versailles mussten Flugzeugwerke und Flugplatz ihren Betrieb einstellen. Das Gelände wurde 1919 von der Allgemeinen Transportanlagen-Gesellschaft übernommen.
Die Wandlung Großzschochers vom Bauerndorf zum Industriedorf spiegelte sich im Wachstum der Ortsgruppe der SPD wider. 1910 zählte diese 464 Mitglieder, davon 86 Frauen. 1913 waren es 765 Mitglieder, davon 171 Frauen. Im Gemeinderat war die Sozialdemokratie 1912 mit 4 Vertretern und 3 Ersatzkandidaten vertreten. Kurz vor der Eingemeindung nach Leipzig beantragte der Gemeinderat von Großzschocher 1921 beim Rat der Stadt Leipzig Straßenumbenennungen. Die Hauptstraße (heute: Dieskaustraße) sollte Karl-Marx-Straße heißen, was jedoch vom Leipziger Stadtrat abgelehnt wurde.

### Stadtteil von Leipzig
Nach der Eingemeindung entstanden weitere Wohngebäude, so beispielsweise 1928 bis 1938 in der Huttenstraße einfache Dreigeschosser mit hervortretenden Treppenhauserkern (kommunaler Wohnungsbau) oder im früheren Windorf die im Volksmund so genannte Insektensiedlung (wegen der Straßennamen nach Insekten) mit kleinteiliger Einzel- und Reihenhausbebauung. Das Industriegebiet mit Betrieben wie Meier & Weichelt, heute: Georg Fischer AG, oder der bereits erwähnten ATG, überstand die Weltwirtschaftskrise und produzierte in Nazideutschland zu einem erheblichen Teil für die Rüstung.

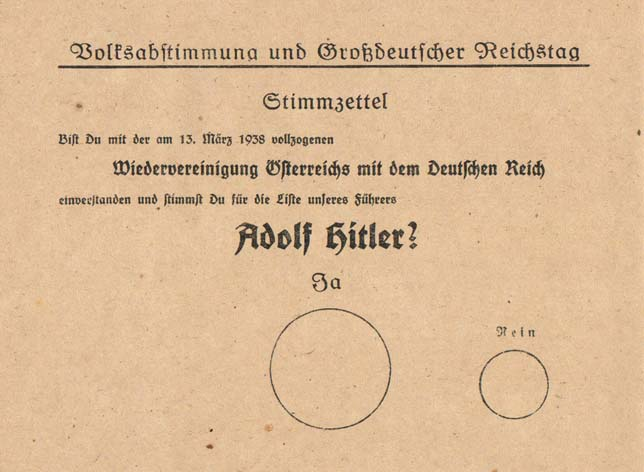
Stimmzettel-Anschluss

Bei der Volksabstimmung über die Angliederung Österreichs im April 1938 machte sich Leipzig mit über 33.000 Nein bzw. ungültigen oder nicht abgegebenen Stimmen einen Namen als Reichs-Nein-Stadt. Die höchsten Anteile von Gegenstimmen in Leipzig entfielen auf Groß- und Kleinzschocher, Lindenau und Plagwitz. Die Zwangsarbeiter, die im Zweiten Weltkrieg in den Rüstungsbetrieben eingesetzt wurden, waren in Großzschocher in Lagern an der Schönauer Straße (ATG) und der Gerhard-Ellrodt-Straße (Meier & Weichelt) untergebracht.
Nach dem Krieg wurde die ATG völlig demontiert und andere Rüstungsbetriebe wie Meier & Weichelt wurden enteignet. Das Rittergut gelangte durch die Verordnung der Bodenreform am 11. September 1945 zur Aufteilung. 1946 bis 1948 wurde in den Feldern im Westen des Ortsteils eine Neubauernsiedlung errichtet. Die LPG Florian Geyer bewirtschaftete 1959 eine Fläche von 500 Hektar zwischen Lausen, Albersdorf und der Bahntrasse in Großzschocher.

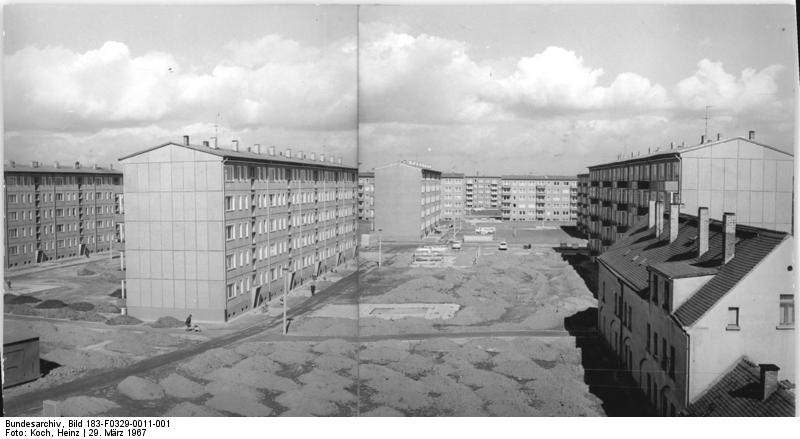
Neubauviertel Leipzig-Großzschocher (1967)

In den 1960er Jahren wurden westlich der Dieskaustraße, im Winkel zwischen den Bahntrassen, Plattenbauten errichtet. Für die damalige Zeit war es der größte Wohnungsneubaustandort in Leipzig. Gebaut wurden 5-geschossige Plattenbauten des Typs IW 62 Brandenburg und IW 58 Magdeburg, angeordnet als rechtwinklig zueinander stehende Zeilenbaukörper.
Am 17. März 1994 wurde das Stadtteilzentrum Südwest mit Ladenpassagen, einem Appartementhaus und Eigentumswohnungen eröffnet, 2015 die Feuerwache Südwest mit der Integrierten Rettungsleitstelle für ganz Leipzig. 2022 wurde mit dem Bau eines neuen Schulcampus an der Arthur-Nagel-Straße begonnen.

## Bevölkerung
| Jahr | Einwohner |
| ---- | --------- |
| 2000 | 8.829     |
| 2005 | 8.796     |
| 2010 | 8.853     |
| 2015 | 9.059     |
| 2020 | 9.182     |
| 2024 | 9.293     |

Stand: 31.12. des jeweiligen Jahres

## Politik
Bei den Wahlen zum Sächsischen Landtag gehört Großzschocher zum Wahlkreis Leipzig 5, bei Bundestagswahlen zum Bundestagswahlkreis Leipzig II (Wahlkreis 153).
Die Bundestagswahl 2025 führte zu folgendem Zweitstimmenergebnis:
| Partei                    | Großzschocher | Stadt Leipzig |
| ------------------------- | ------------- | ------------- |
| AfD                       | 29,5 %        | 21,9 %        |
| CDU                       | 20,6 %        | 16,6 %        |
| Die Linke                 | 13,6 %        | 22,5 %        |
| SPD                       | 11,0 %        | 10,7 %        |
| Bündnis Sahra Wagenknecht | 9,7 %         | 7,4 %         |
| Bündnis 90/Die Grünen     | 8,1 %         | 13,6 %        |
| FDP                       | 2,3 %         | 3,2 %         |
| Sonstige                  | 5,1 %         | 4,3 %         |

## Sehenswürdigkeiten
- Apostelkirche im Zentrum des Stadtteils, ursprünglich eine romanische Chorturmkirche aus dem Jahre 1217, die unter anderem in den Jahren 1904–1908 einen neobarocken Umbau der Westfassade mit Schaffung von zwei Nischen über den Eingangsportal erfuhr. Die beiden Figuren der Apostel Petrus und Paulus für die Nischen wurden von Johannes Hartmann (1869–1952), einem Schüler von Max Klinger (1857–1920), im Jahr 1926 geschaffen. Den Namen Apostelkirche bekam die Kirche am 30. April 1950.
- Körnerhaus, ehemaliges Gutsgärtnerhaus, erinnert an den Dichter und Freiheitskämpfer Theodor Körner (1791–1813), der nach seiner Verwundung am 17. Juni 1813 bei Kitzen eine Nacht in dem Haus gepflegt wurde
- Körnerstein, ca. zwei km südlich des Körnerhauses in der Elsteraue
- Anton-Zickmantel-Park. Am Zickmantelschen Mühlgraben zwischen Weißer Elster und Knauthainer Elstermühlgraben gelegen, befanden sich bis 1840 die Kleine Hutweide sowie die Mühlgärten mit Wiesen und Obstbaumbeständen. Diese grenzten an das Mühlengrundstück und erstreckten sich bis zu den Wehren der Weißen Elster. Auf einem Teil des Geländes wurde, vermutlich um 1870, der Mühlpark als private Gartenanlage der Müller-Familie Zickmantel angelegt. Nach Enteignung im Jahr 1945 wurde der Park der Öffentlichkeit zugänglich gemacht. Eine großzügige Wasserfläche (Teich mit Insel), geschwungene Wege, hübsche Blickbeziehungen und ein schöner Altbaumbestand (Esskastanie, Tulpenbaum, Silberahorn, Eiche, Buche, Schwarznuss, Ginkgo, u. v. a.) prägen dieses landschaftliche Idyll. Bänke laden zum Verweilen ein.
- Wasserturm, 42 Meter hoch, 1904 errichtet[15]
- Ehemalige Mülldeponie Küchenholz, im Volksmund Halde Zschocher genannt, mit Bäumen bewachsen und begehbar

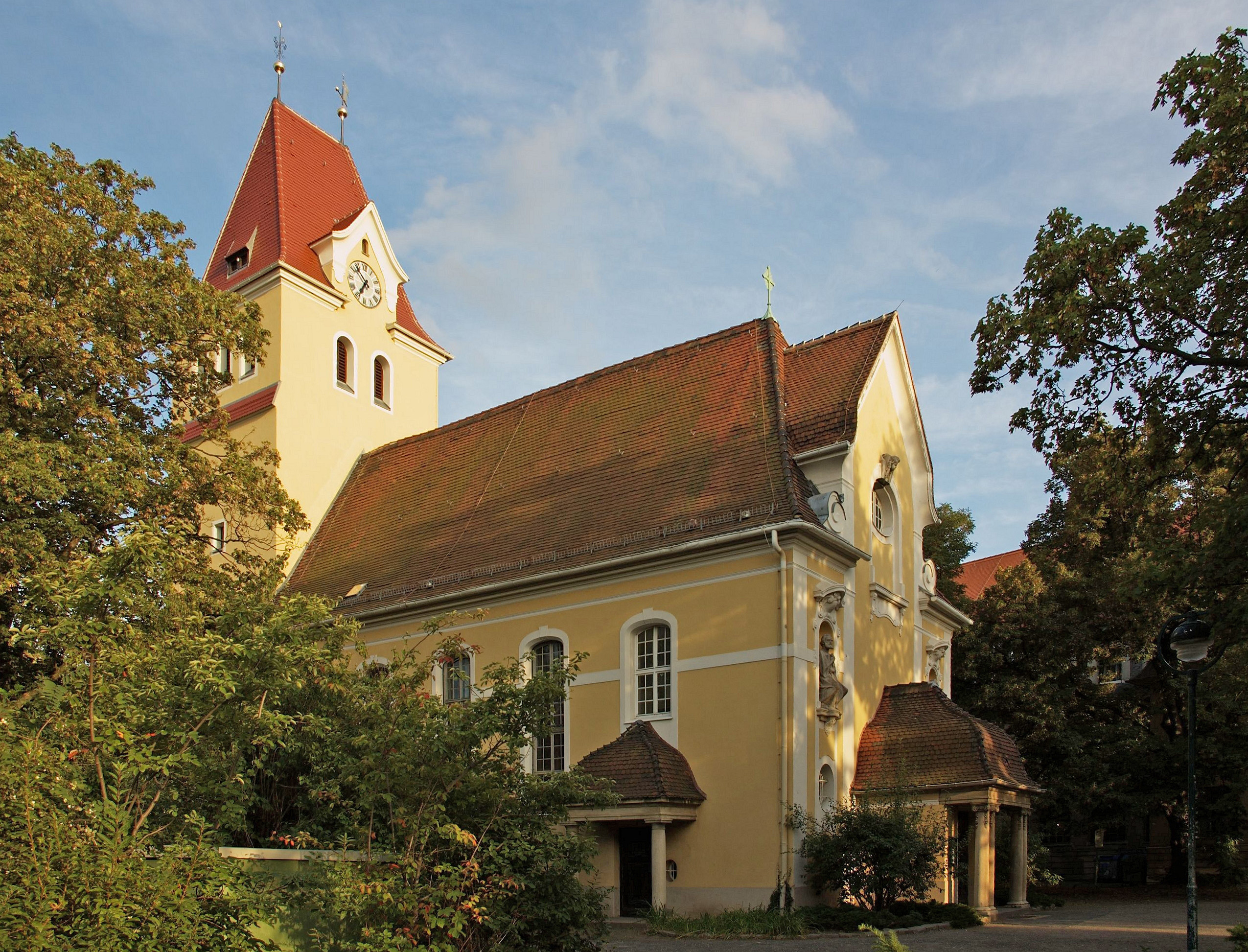
Apostelkirche
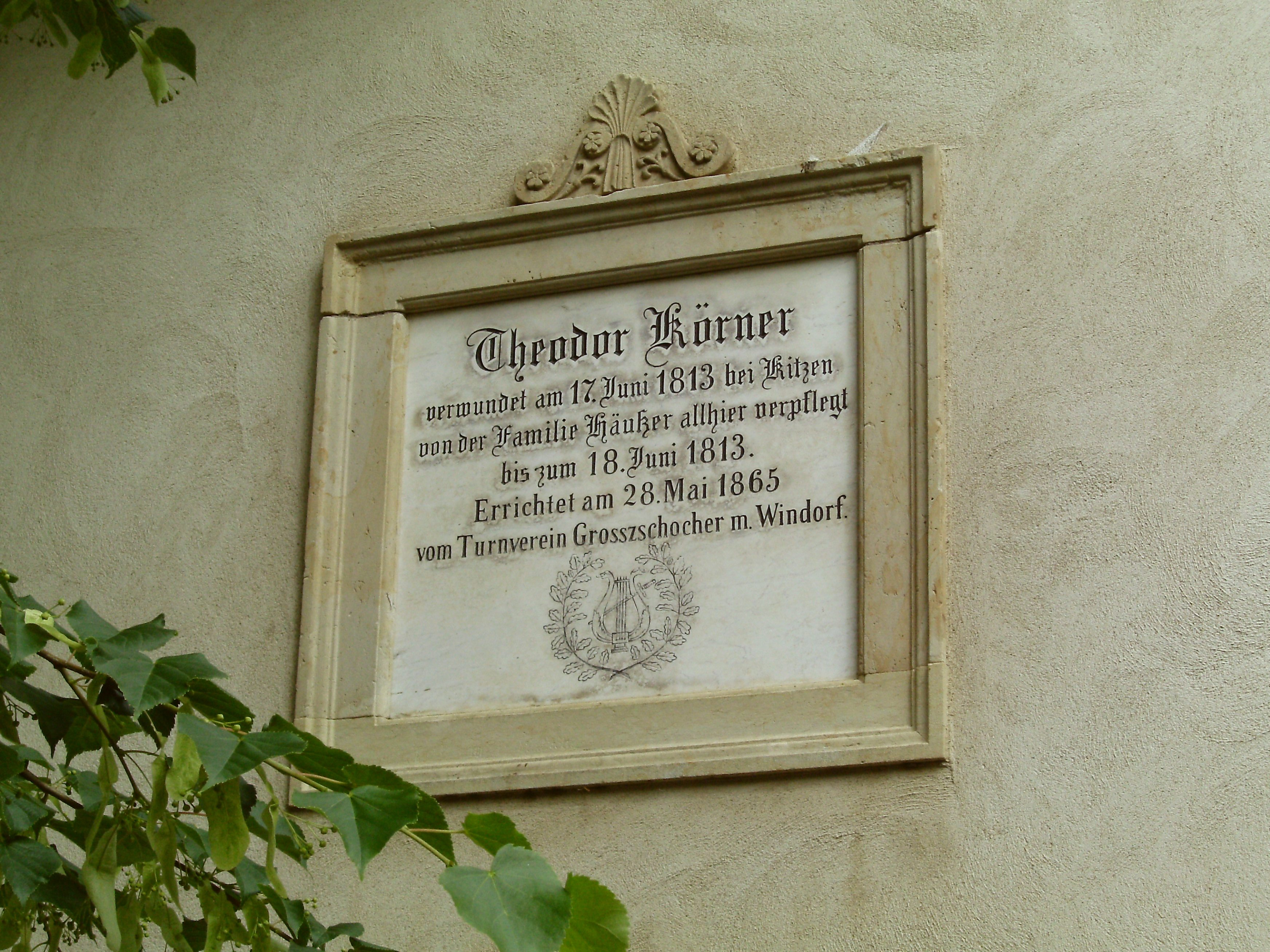
Tafel am Körnerhaus
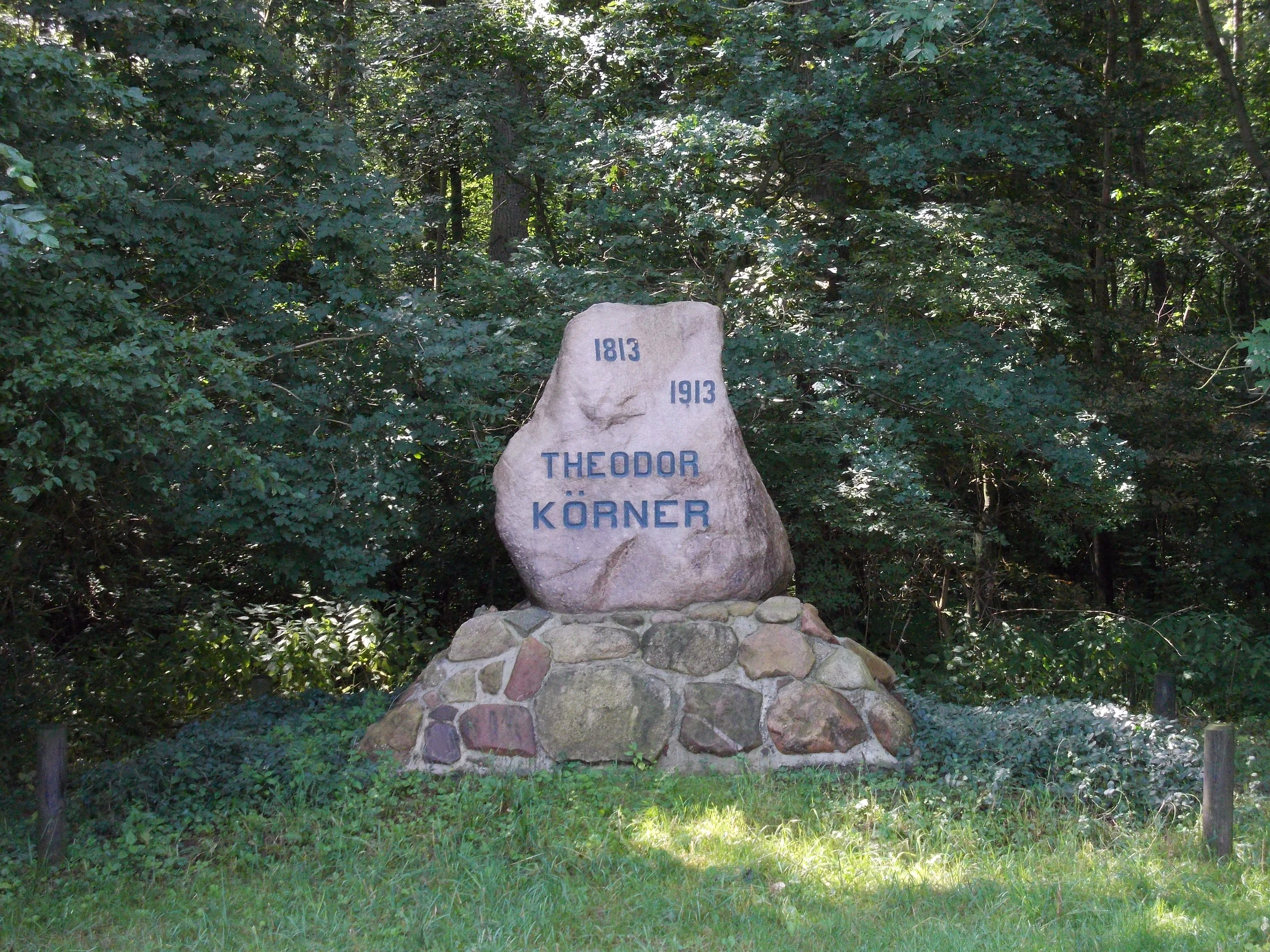
Körnerstein
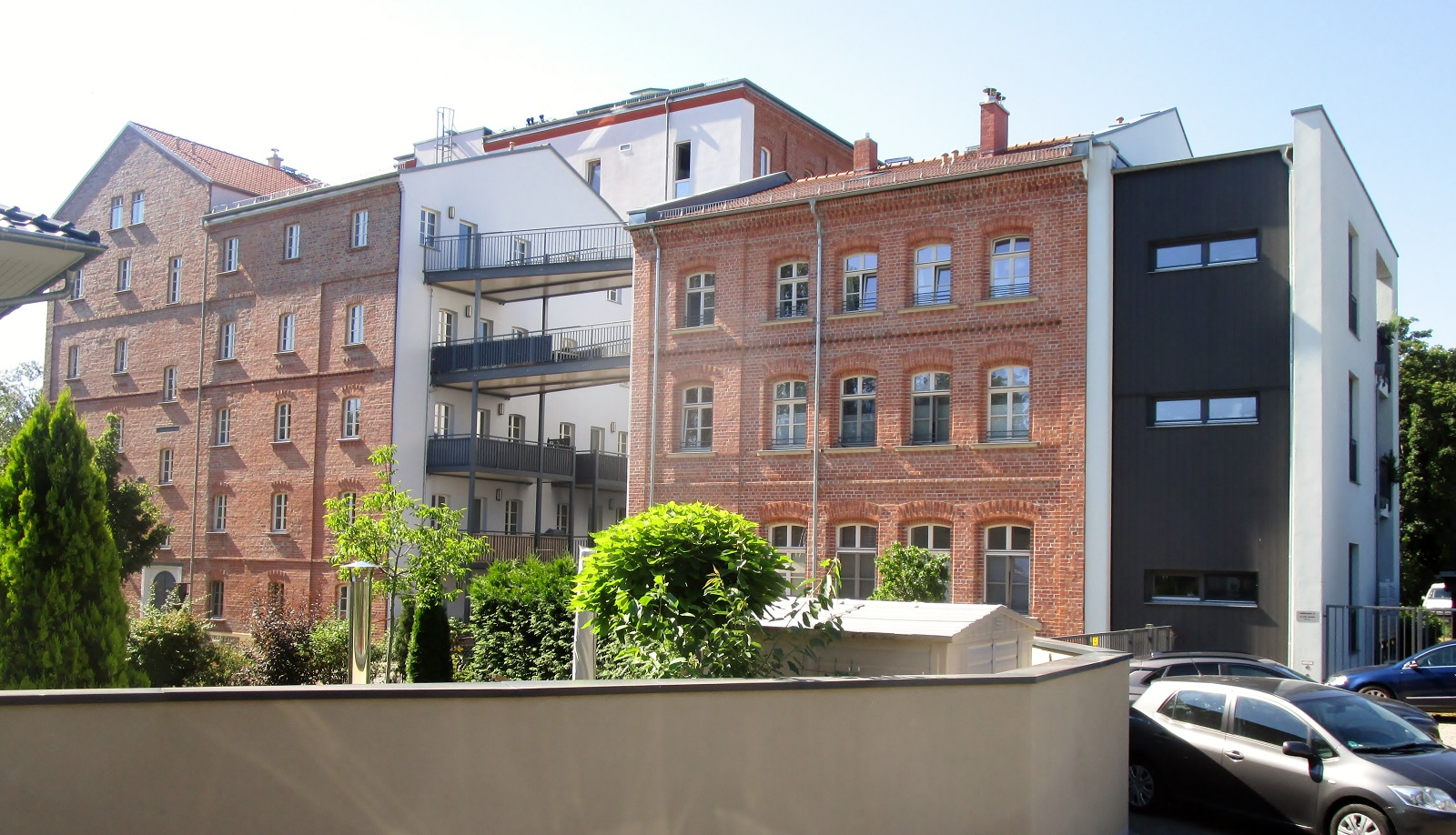
Ehemalige Zickmantelsche Mühle
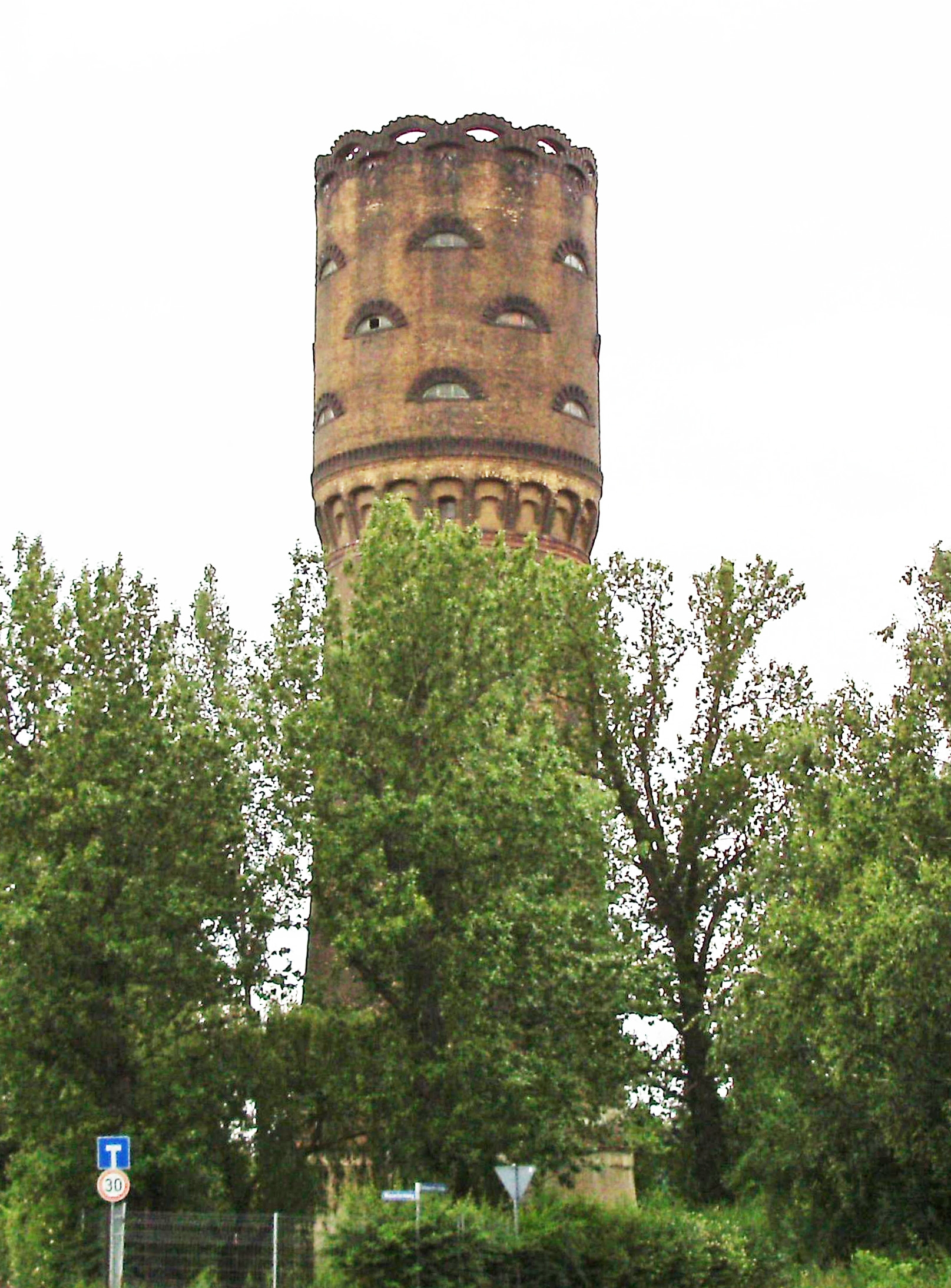
Wasserturm
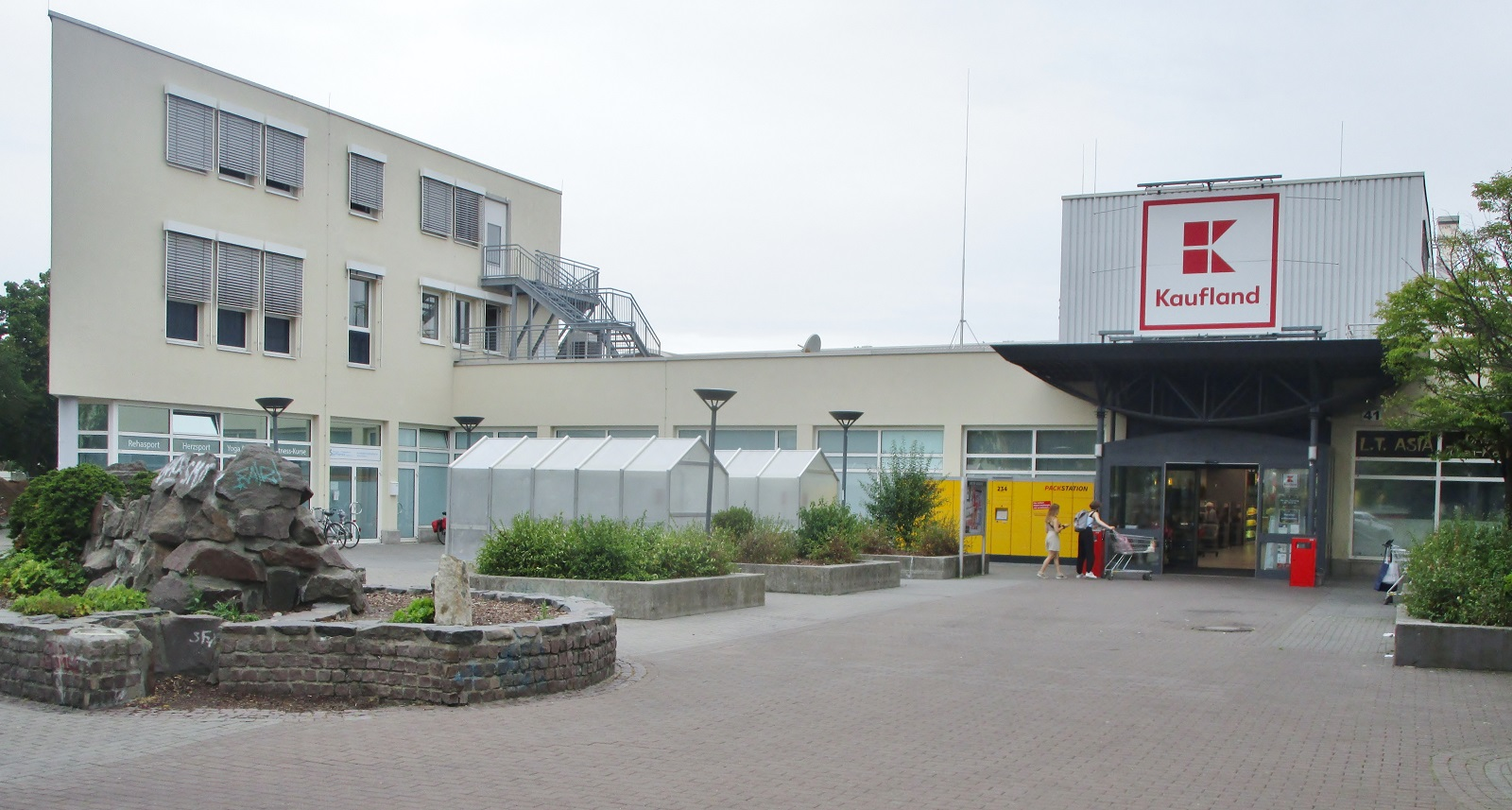
Stadtteilzentrum Südwest

Umland
In der Umgebung finden sich die Elsteraue als Teil des Leipziger Auwalds und einige künstlich angelegte Seen, die aus den ehemaligen Braunkohlegruben entstanden sind. Als größtes Gewässer dieser Art ist der Cospudener See zu nennen.
Zwischen Windorf und Knautkleeberg erstreckt sich das Naturbad Südwest, eine ehemalige Kiesgrube.

## Infrastruktur

### Verkehr
Eisenbahn
Der Stadtteil war mit dem 1873 an der Bahnstrecke Leipzig–Probstzella eröffneten Bahnhof Leipzig-Großzschocher bis Mitte 2011 umsteigefrei an den öffentlichen Nahverkehr von/nach Leipzig Hauptbahnhof oder bis nach Zeitz–Gera–Saalfeld (Saale) angebunden. Seitdem wird dieser Bahnhof nicht mehr bedient. Der zweite, 1879 eröffnete Bahnhof an der Bahnstrecke Leipzig-Plagwitz–Markkleeberg-Gaschwitz diente zuletzt als Haltepunkt Leipzig-Kleinzschocher für die damalige S-Bahn Leipzig, wurde aber bereits 2002 stillgelegt. Die beiden nächstgelegenen Bahnhöfe für Großzschocher, die sich in Betrieb befinden, sind der Bahnhof Leipzig-Plagwitz und an der Endstelle der Straßenbahnlinie 3 der Bahnhof Leipzig-Knauthain.
ÖPNV
Bereits 1896 erhielt Großzschocher Anschluss an das Straßenbahnnetz Leipzig. Aktuell bestehen Verbindungen mit der Straßenbahnlinie 3 sowie den Buslinien 65, 162 und N1 der Leipziger Verkehrsbetriebe (LVB).
Straßen
Die wichtigsten Straßen sind in Nord-Süd-Richtung die Dieskaustraße (in der DDR-Zeit: Straße des Komsomol) (vor der Eingemeindung nach Leipzig 1922: Hauptstraße) und in Ost-West-Richtung die Verbindung Brückenstraße / Gerhard-Ellrodt-Straße / Schönauer Straße (als Teil des Mittleren Ringes von Leipzig). Die Rippachtalstraße (Staatsstraße S 46) führt zur Bundesautobahn 38.

### Bildung

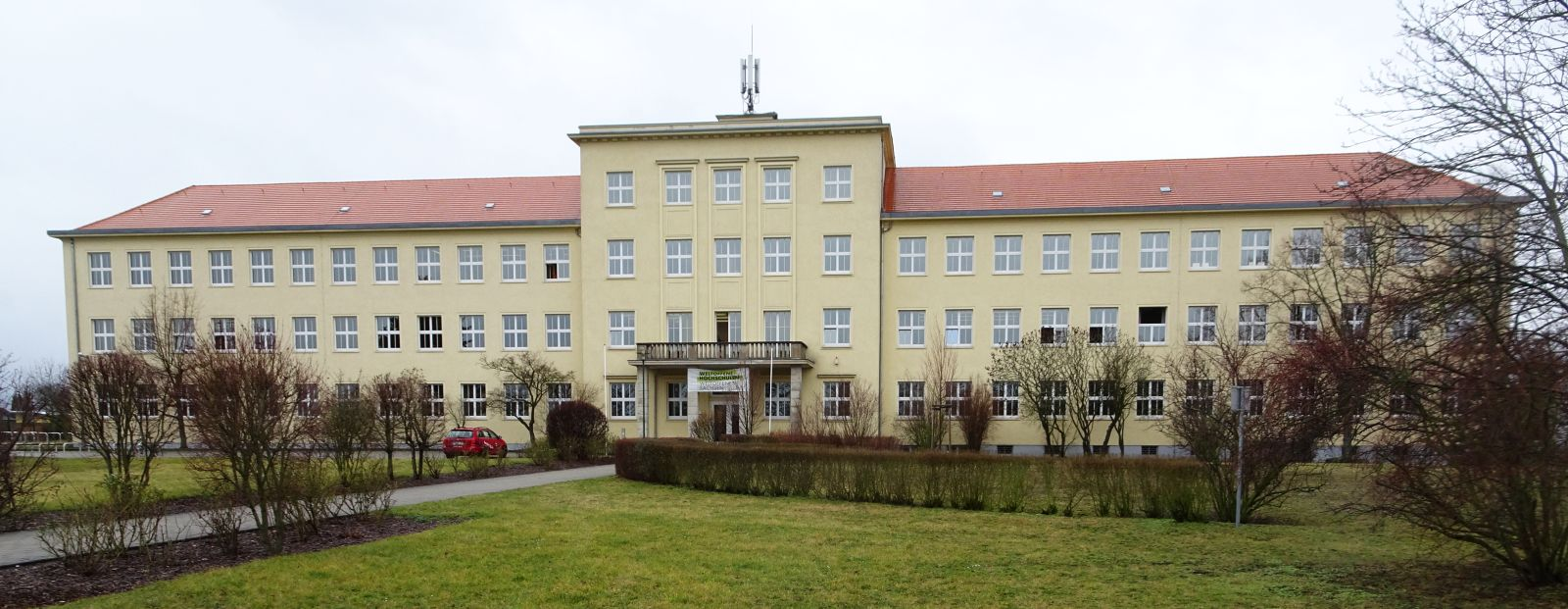
Duale Hochschule

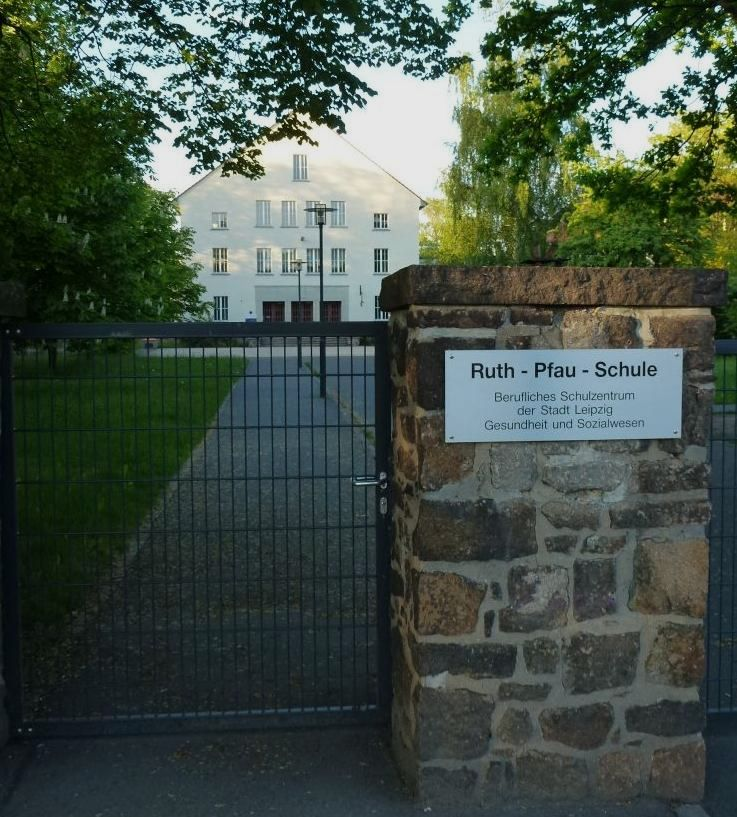
Ruth-Pfau-Schule

In Großzschocher befinden sich eine Oberschule (56. Oberschule), eine Grundschule (120. Grundschule) in einem Gebäude vom Typ Dresden Atrium, die Duale Hochschule Sachsen und die Ruth-Pfau-Schule, ein Berufliches Schulzentrum für Gesundheits- und Sozialwesen. Dem Schulzentrum wurde der Name „Ruth Pfau“ 2010 verliehen; 2011 besuchte die in Leipzig geborene Lepraärztin die nach ihr benannte Schule.

## Persönlichkeiten
- Christoph Völckner (1622–1698), Pfarrer, in Großzschocher aufgewachsen
- Christian Carl David Beyer (1785–1856), Orgelbauer, Werkstatt in Großzschocher
- Heinrich Leutemann (1824–1905), Tiermaler und -zeichner, in Großzschocher geboren
- Arthur Nagel (1890–1945), Politiker (KPD), Reichstagsabgeordneter, in Großzschocher geboren
- Alfred Rosch (1899–1945), Widerstandskämpfer gegen den Nationalsozialismus, lebte in Großzschocher
- Elisabeth Gräfin Werthern (1916–2009), Geschäftsführerin der Deutschen Parlamentarischen Gesellschaft, lebte in Großzschocher
- Imke Heymann (* 1973), Bürgermeisterin der Stadt Ennepetal, in Großzschocher aufgewachsen